# ملفين فريزر
ملفين فريزر (30 أغسطس 1996 بنيو أورلينز في الولايات المتحدة - ) (بالإنجليزية: Melvin Frazier)‏ هو لاعب كرة سلة أمريكي في مركز هجوم خلفي.

## وصلات خارجية
- ملفين فريزر على موقع إن بي أي (الإنجليزية)
- ملفين فريزر على موقع سبورتس رفرنس (الإنجليزية)
- ملفين فريزر على موقع كرة السلة الأوروبية.كوم (الإنجليزية)
- ملفين فريزر على موقع إي إس بي إن.كوم (الإنجليزية)
- ملفين فريزر على موقع كلية كرة السلة في سبورتس رفرنس.كوم (الإنجليزية)
- ملفين فريزر على موقع ريلجم (الإنجليزية)
- ملفين فريزر على موقع بروبوليرز (الإنجليزية)
- ملفين فريزر على موقع سبورتس رفرنس (الإنجليزية)